# Das Mädchen Marion
Das Mädchen Marion (früherer Kinotitel war Preis der Nationen) ist ein deutsches Filmmelodram aus dem Jahr 1956, das damals am 26. Oktober Premiere hatte.

## Handlung
Das Mädchen Marion von Hoff lebt mit ihrer verwitweten Mutter Vera auf dem heimischen Gut in Ostpreußen. Als das Gestüt Trakehnen im Kriegswinter 1944/1945 evakuiert wird, kehrt Gestütsoberwärter Kalweit in Begleitung seiner Männer und vieler wertvoller Trakehner-Stuten auf dem Gut der von Hoffs ein. Kalweit überredet Vera von Hoff das Gut zu verlassen und in Richtung Westen zu fliehen. Bevor Kalweit aufgrund der Fluchtstrapazen stirbt und der Treck weiterzieht, vertraut er dem Mädchen Marion das neugeborene Trakehner-Fohlen Prusso an, dem Kalweit abstammungsmäßig eine glänzende sportliche Zukunft voraussagt.
Schweren Herzens verlassen Mutter und Tochter das heimische Gut und flüchten, die wichtigsten Erinnerungsstücke in einem Planwagen verstaut, mit dem Fohlen gegen Ende des Zweiten Weltkrieges. Nach vielen Abweisungen werden sie schließlich auf dem Bauernhof der Frau Buddensiek in Niedersachsen aufgenommen. Als der Tierarzt Dr. Peter Meining dort verhindert, dass der inzwischen zu einem stattlichen Pferd herangewachsene Prusso gestohlen wird, verliebt sich Marion in ihn, bemerkt dabei aber nicht, dass Meinings Interesse nicht ihr, sondern ihrer Mutter gilt.
Eines Tages helfen Vera und der Tierarzt gemeinsam einem Fohlen auf die Welt. Das Erlebnis bringt Meining dazu, Vera seine Absichten zu erklären. Sie vertröstet ihn auf später, um ihre verliebte Tochter nicht zu kränken.
Beim ersten Turnierstart im Springreiten führt Meining das Tier. Er legt ein schnelles Tempo vor und stürzt schwer. Vera kümmert sich um ihn, während Marion das Pferd einfängt. Zufällig blickt sie durch ein Fenster und bekommt mit, welch inniges Verhältnis Vera von Hoff und Dr. Peter Meining inzwischen pflegen. In ihrer Verzweiflung geht sie ins Wasser, kann aber zu gut schwimmen und wird schließlich ohnmächtig wieder ans Ufer getrieben.
Das Verhältnis von Mutter und Tochter ist danach eine Weile sehr belastet. Prusso ist inzwischen so positiv aufgefallen, dass der Hengst in die Nationalmannschaft aufgenommen werden soll. Im Trainingszentrum Eberslohe soll Prusso auf seine zukünftigen Aufgaben vorbereitet werden. Widerwillig nimmt Marion das Angebot an und stellt das Pferd dem Trainer Günther Legler vor. Dieser geht nach Marions Ansicht viel zu hart mit Prusso um, so dass es zu verschiedenen Zerwürfnissen zwischen den beiden kommt. Die mehrfache Androhung der Abreise kann Marion allerdings nicht umsetzen, da ihre Mutter als Eigentümerin des Pferdes die Trainingsbedingungen unterschrieben hat. Schließlich muss Marion sich mit der Situation arrangieren und tatsächlich tritt eine Verbesserung des Verhältnisses zu dem selbstbewussten Legler ein, der von Anfang an überzeugt ist, Marion "zähmen" zu können.
Auf dem Reiterball am Abend vor der Teilnahme Leglers mit Prusso am Preis der Nationen tanzt Marion mit Günther Legler, als ihre Mutter und der Tierarzt Dr. Meining in den Saal eintreten. Marion freut sich unbändig, ihre Mutter wiederzusehen, und verzeiht ihr das Verschweigen des Verhältnisses zu Dr. Meining.
Mit dem Trakehner-Wahlspruch „Zeig deinen Mut, Trakehnerblut.“ schickt Marion schließlich ihr Pferd und ihren neuen Schwarm erfolgreich in die Prüfung des Nationenpreises, die Prusso und Legler in einem spannenden Zeitstechen gegen Berndella und Leutnant Ortega gewinnen.

## Kritik
„Heimat-Rührstück mit Scheinkonflikten; die sorgfältige Kameraarbeit und Regie drängen die Klischees etwas zurück.“

Cinema.de lobte Regie und Kamera, bemängelte aber das „heftige Herumreiten auf den typischen Liebesfilm-Klischees“.